# Filips van Ranst
Filips van Ranst (circa 1435-1491) was heer van Tielen en Gierle en huwde met Odilia van Drongelen (?-1481) vrouwe van Etten (Noord-Brabant), Meeuwen (België) en Babyloniënbroek. Zijn vader was Daniël van Ranst en moeder Catharina de Pape (circa 1445-1491). Het koppel woonde in het kasteel van Tielen. 
Uit hun huwelijk kwamen de volgende kinderen voort:
- Daniël 'kwaad Ransteke' van Ranst, gezien zijn benaming een persoon met een verstandelijke beperking, die afstand deed van zijn eigendom ten behoeve van zijn zus Cornelia en haar man. Hij stierf zonder afstammelingen.[1]

- Adriana van Ranst (1460-?), huwde met Jan Millinc heer van Waalwijk
- Cornelia van Ranst (1465-1533), huwde op 30 december 1488 met Jan van Leefdael (later heer van Tielen) overleed in Tielen en ligt samen met haar man in de kerk aldaar begraven.